# Cryptovolans
Il Cryptovolans (il cui nome significa "volatile nascosto") è un genere di dinosauro carnivoro che visse in Cina durante il Cretaceo inferiore, circa 120 milioni di anni fa (Aptiano).
Il Cryptovolans, inizialmente descritto come un altro genere di dinosauro, è generalmente considerato sinonimo di Microraptor.

## Descrizione
Era lungo circa un metro e pesava intorno ai 4 chilogrammi, assomigliava ad un uccello ed aveva lunghe piume sugli arti superiori.